# Откритије арена
Откритије арена (рус. Открытие Арена) фудбалски је стадион у Москви на коме своје утакмице игра Спартак. 

## Историја
Капацитет је 45.000 гледалаца. Стадион се још користи за одржавање манифестација као што су концерти и фестивали. 
На овом стадиону су се играле утакмице Купа конфедерација 2017. године. Предвиђено је да се одиграју четири утакмице у групној фази и једна у елиминационој фази Светског првенства у фудбалу 2018. године. Грађен је од 2010. до септембра 2014, а трошкови градње износили су 14 милијарди руских рубаља. Отварање је било 5. септембра 2014. године а утакмицу су играли Спартак и Црвена звезда, а резултат је био 1:1.
Сагласно са правилима Фифе и Уефе за време међународних турнира међу клубовима и репрезентацијама стадион не може да носи спонзорско име већ ће имати неутрални назив стадион Спартака.

## Куп конфедерација у фудбалу 2017.
| Датум        | Време | Тим #1      | Резултат      | Тим #2      | Група          | Број посетилаца |
| ------------ | ----- | ----------- | ------------- | ----------- | -------------- | --------------- |
| 18. јун 2017 | 21:00 | Камерун     | 0 : 2         | Чиле        | Група Б        | 33.492          |
| 21. јун 2017 | 18:00 | Русија      | 0 : 1         | Португалија | Група А        | 42.759          |
| 25. јун 2017 | 18:00 | Чиле        | 1 : 1         | Аустралија  | Група Б        | 33.639          |
| 2. јул 2017  | 15:00 | Португалија | 2 : 1 (прод.) | Мексико     | Трећепласирани | 42.659          |

## ФИФА Светско првенство 2018.
| Датум         | Време | Тим #1    | Резултат         | Тим #2   | Фаза          | Број посетилаца |
| ------------- | ----- | --------- | ---------------- | -------- | ------------- | --------------- |
| 16. јун 2018. | 15:00 | Аргентина | 1 : 1            | Исланд   | Група Д       | 44.190          |
| 19. јун 2018. | 17:00 | Пољска    | 1 : 2            | Сенегал  | Група Х       | 44.190          |
| 23. јун 2018. | 14:00 | Белгија   | 5 : 2            | Тунис    | Група Г       | 44.190          |
| 27. јун 2018. | 20:00 | Србија    | 0 : 2            | Бразил   | Група Е       | 44.190          |
| 3. јул 2018.  | 20:00 | Колумбија | 1 : 1 (3:4 пен.) | Енглеска | Осмина финала | 44.190          |